# Отто Христіан Мор
Христіан Отто Мор (нім. Christian Otto Mohr; 8 жовтня 1835 — 3 жовтня 1918) — німецький механік та інженер, відомий своїми роботами в галузі опору матеріалів та теоретичної механіки.

## Біографія
- 1835 — народився О. Х. Мор у м. Вессельбурні (Гольштейн, Німеччина);
- 1851 — вступає в Вищу технічну школу в м. Ганновері (Нижня Саксонія,Німеччина);
- 1853 — працює інженером на залізниці;
- 1868 — запрошений у Вищу технічну школу в м. Штутгарті (Баден-Вюртемберг, Німеччина) на посаду професора теоретичної механіки;
- 1873 — переїхав у м. Дрезден, де працював професором Вищої технічної школи в м. Дрездені;
- 1890 — йде у відставку та живе на околиці Дрездена, де продовжує займатися науковою роботою;
- 1918 — помирає.

## Наукова діяльність
Творець однієї із теорій міцності (теорія міцності Мора), графічних методів визначення напружень при складному напруженому стані (круг Мора). Мор вперше застосував розрахунок конструкцій на невигідне завантаження з допомогою ліній впливу, створив теорію розрахунку статично невизначуваних систем методом сил. Мор також розробив метод розрахунку нерозрізних балок з допомогою рівнянь 3-х моментів, запропонував графічний метод побудови пружних ліній в простих і нерозрізних балках.